# ローレンス・オルム
ローレンス・オルム（Lawrence Olum 、1984年7月10日 - ）は、ケニアの元プロサッカー選手。元ケニア代表。現役時代のポジションはMF（DMF）。

## 経歴

### クラブ
2007年、USLファースト・ディビジョンのポートランド・ティンバーズと初めてのプロ契約を締結。
2009年3月、ミネソタ・サンダーに移籍。
2010年、オースティン・アズテックスに移籍。10月にクラブがオーランドに移転しオーランド・シティSCとなった後もそのまま在籍した。
2011年9月、MLSのスポルティング・カンザスシティに移籍。
2015年シーズン開幕前にマレーシアのケダFAに移籍。
2015年12月、スポルティング・カンザスシティに復帰。
2017年2月3日、5万ドルの金銭保証及び2018年MLSスーパードラフトの1位指名権とのトレードでポートランド・ティンバーズに移籍。2018年12月10日、ポートランド・ティンバーズを退団。
2019年3月15日、ミネソタ・ユナイテッドFCに加入。
2020年1月16日、マイアミFCに加入。

### 代表歴
2012年11月、CECAFAカップ2012参加メンバーに選出された。
2014年5月のコモロ諸島代表選でケニア代表デビュー。

## 所属クラブ
- ミズーリ・バプティスト大学 2003-2006
- セントルイス・ライオンズ 2006
- ポートランド・ティンバーズ 2007-2008
- ミネソタ・サンダー 2009
- オースティン・アズテックス 2010
- オーランド・シティSC 2011
- スポルティング・カンザスシティ 2011-2014
- ケダFA 2015
- スポルティング・カンザスシティ 2016
- ポートランド・ティンバーズ 2017-2018
- ミネソタ・ユナイテッドFC 2019
- マイアミFC 2020